# Primo Zeglio
Primo Zeglio (* 8. Juli 1906 in Buronzo, Vercelli; † 30. Oktober 1984 in Rom) war ein italienischer Filmregisseur und Drehbuchautor.

## Leben
Zeglio begann nach einer kleinen Anstellung 1934 vier Jahre später regelmäßig für den Film zu arbeiten; er schrieb Drehbücher und war als Regieassistent beschäftigt. In den 1940er Jahren zunächst mit der Inszenierung einiger italienischer Versionen von Abenteuerfilmen beauftragt, spezialisierte er sich bald auf dieses Genre und war in den beiden folgenden Jahrzehnten ein verlässlicher Regisseur solcher Genreware. In den 1960er-Jahren drehte er auch einige Italowestern und Kriminalfilme.
Zeglio verwendete auch das Pseudonym Anthony Greepy. Neben seinen Filmen widmete er sich auch der Malerei. Verheiratet war er mit der Schauspielerin Paola Barbara.
In den Fortsetzungen der Romanserie „ZBV“ von Karl-Herbert Scheer wird eine Figur des „Primo Zeglio“ eingeführt. Scheer verewigte den Regisseur des bisher einzigen Perry-Rhodan-Kinofilms „Perry Rhodan – SOS aus dem Weltall“ (1967) – mit nicht eben schmeichelhaften Charakteristiken – in seiner Serie, da er von der Umsetzung der Romanvorlagen entsetzt war.

## Filmografie
Regieassistent
- 1938: La sposa dei Re – Regie: Duilio Coletti
- 1939: La grande luce – Regie: Carlo Campogalliani
- 1940: Kampf um den Alcazar (L'assedio dell'Alcazar)
- 1941: La maschera di Cesare Borgia – Regie: Duilio Coletti
- 1942: Bengasi
- 1949: Himmel über den Sümpfen (Cielo sulla palude)

Regie
- 1943: Sucedió en Damasco
- 1943: Febbre
- 1947: Genoveffa di Brabante
- 1951: Die Rache des Korsaren (La vendetta del Corsaro)
- 1952: La figlia del diavolo
- 1953: Der Korsar des Königs (Capitan Fantasma)
- 1953: Nero – Der Untergang Roms (Nerone e Messalina)
- 1956: Dimentica il mio passato
- 1958: Die Vergeltung des roten Korsaren (Il figlio del Corsaro Rosso)
- 1960: König der Seeräuber (Morgan il pirata)
- 1961: Siebenfache Rache (Le sette sfide)
- 1962: Pirat der sieben Meere (Il dominatore dei 7 mari)
- 1962: Sklaven der Semiramis (Io Semiramide)
- 1964: Das Gesetz der Zwei (I due violenti)
- 1965: Die vier Geier der Sierra Nevada (I quattro inesorabili)
- 1967: Perry Rhodan – SOS aus dem Weltall (4… 3… 2… 1… morte)
- 1968: Killer adios (Killer, adios)

Drehbuch
- 1954: Attila, die Geißel Gottes (Attila) – Regie: Pietro Francisci
- 1962: Alboin, König der Langobarden (Rosmunda e Alboino) – Regie: Carlo Campogalliani
- 1979: Sieben Miezen klauen'ne Million (Sette ragazze di classe)